# Appel sélectif numérique
Pour les articles homonymes, voir ASN.
L'Appel sélectif numérique ou ASN (DSC en anglais : Digital Selective Calling) est un mode de communication utilisant une technique de transmission automatique des appels codés en format numérique. L’ASN permet d’appeler sélectivement une station de navire ou une station terrestre et, de lancer une alerte de détresse automatique par une simple pression simultanée sur deux boutons. L'ASN est un système synchrone utilisant les caractères composés d'un code de dix éléments avec une détection d'erreur.

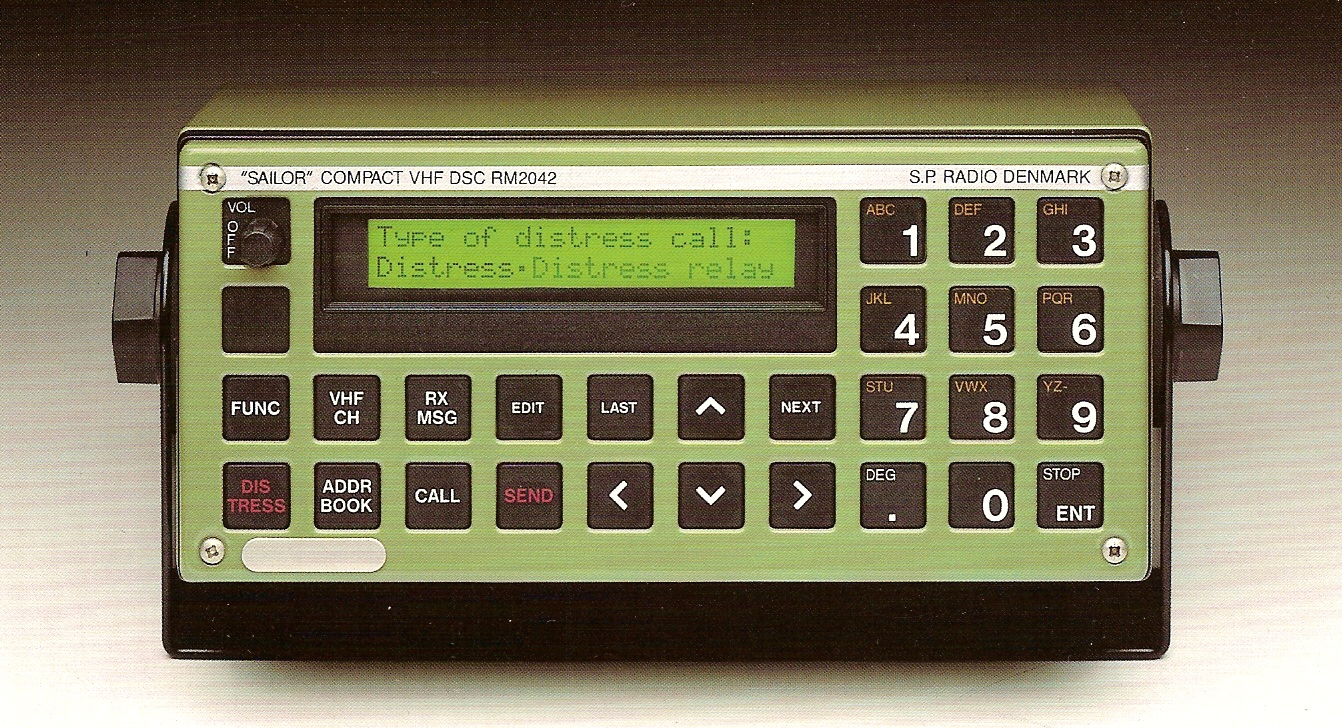
Émetteur récepteur d'appel sélectif numérique

## Système
Les sept premiers éléments du code contiennent l'information et les trois derniers assurent la détection d'erreur de transmission réception.
La synchronisation entre émetteur et récepteur : l’émission et la réception se font en phase d'où une parfaite symétrie entre émetteur et récepteur. La mise en phase se fait par une transmission de points qui correspondent à une sorte de « top horaire ». La vitesse de transmission est de 1 200 bit/s sur le canal 70, sachant que chaque caractère est transmis deux fois avec un étalement dans le temps de 33,33 ms. 
Chaque navire possède un MMSI unique inscrit en mémoire morte. Il a une position géographique et appartient ou non à un groupe donné. Le message reçu va comparer le MMSI, la position géographique, l'éventuel groupe et déclencher ou non l'alarme.
Il est possible pour les organisations SAR d'avertir ainsi tous les navires se trouvant à l'intérieur d'un cercle de position géographique et de rayon donné. Les unités SAR peuvent aussi pointer leurs messages sur un quadrilatère géographique. Les navires pourvus d'ASN, peuvent également le faire.
Il est possible d’appeler un groupe de stations côtières dépendant d'une même administration et se trouvant dans une seule région géographique (MMSI). Le MMSI est formé de façon identique aux stations côtières.
Exemple : Toutes stations côtières françaises et stations terriennes côtières françaises : 00 227 0000.

## Les types de codeurs décodeurs
Les codeurs-décodeurs d'appel sélectif numérique peuvent être distincts ou faire bloc avec la radiotéléphonie traditionnelle ; distincts ou non, ils doivent être homologués et portés sur la licence.
Il existe six types de VHF canal 16 avec ASN (DSC : digital selective calling).
1. Classe A
Les matériels de classe A sont en tous points conformes aux spécifications du Système mondial de détresse et de sécurité en mer (SMDSM).
2. Classe B
Les matériels de classe B répondent aux spécifications minimales du SMDSM ; ils permettent :
- l'alerte, l’accusé de réception et les relais de détresse ;
- l'appel et l'accusé de réception des communications normales (ou générales) ;
- l'appel des services semi-automatiques et automatiques (correspondance publique).

3. Classe D
Les matériels de classe D sont identiques aux matériels de classe B, mais sans possibilité d’accès au service automatique.
4. Classe F
Les matériels de classe F ne répondent pas au SMDSM ; ils peuvent :
- lancer des appels de détresse, d'urgence et de sécurité ;
- recevoir uniquement les accusés de réception de ses propres appels de détresse.

5. Classe H
H comme "Handheld"
Les matériels de classe H ne répondent que partiellement au SMDSM (faible portée)
6. Classe M
M comme "Man overboard"
Les matériels de classe M ne répondent que partiellement au SMDSM et ne communiquent qu'avec le navire dont ils dépendent (faible portée)

Il existe deux types de MF/HF avec ASN (DSC : digital selective calling).
1. Classe A
Les matériels de classe A sont en tous points conformes aux spécifications du Système mondial de détresse et de sécurité en mer (SMDSM).
2. Classe E
Les matériels de classe E ne répondent pas au SMDSM ; ils peuvent :
- lancer des appels de détresse, d'urgence et de sécurité ;
- recevoir uniquement les accusés de réception de ses propres appels de détresse.

Ces classes se retrouvent écrites sur les équipements. Par exemple la BLU ICOM IC-M801E est de classe E.

## Fréquence d'appel
L'appel sélectif numérique peut se faire sur :
| Zones SMDSM 1999                              | Fréquence d'appel en ASN                 |
| --------------------------------------------- | ---------------------------------------- |
| Zone A1.                                      | canal 70 (156,525 MHz)                   |
| Zone A2.                                      | 2187,5 kHz                               |
| Zone A3.                                      | 1645,5 à 1646,5 MHz Inmarsat C.          |
| Zone A4 et Zone A3 sans le service Inmarsat C | 4207,5 kHz Supplémentaire à 8 414,5 kHz  |
| Zone A4 et Zone A3 sans le service Inmarsat C | 6312 kHz Supplémentaire à 8 414,5 kHz    |
| Zone A4 et Zone A3 sans le service Inmarsat C | 8414,5 kHz                               |
| Zone A4 et Zone A3 sans le service Inmarsat C | 12557 kHz Supplémentaire à 8 414,5 kHz   |
| Zone A4 et Zone A3 sans le service Inmarsat C | 16804,5 kHz Supplémentaire à 8 414,5 kHz |
| Toutes Zones vers satellites                  | 406 à 406,1 MHz radiobalise (RLS)        |